# Cupa Campionilor Europeni 1984-1985
Cupa Campionilor Europeni în sezonul 1984-1985 a fost câștigată de Juventus, care a învins în finală formația Liverpool.

## Prima rundă
| Echipa 1           | Scor gen. | Echipa 2              | Tur | Retur |
| ------------------ | --------- | --------------------- | --- | ----- |
| Ilves              | 1–6       | Juventus              | 0–4 | 1–2   |
| Grasshopper Zürich | 4–3       | Budapesta Honvéd      | 3–1 | 1–2   |
| Vålerenga IF       | 3–5       | AC Sparta Praga       | 3–3 | 0–2   |
| Labinoti Elbasan   | 0–6       | Lyngby                | 0–3 | 0–3   |
| Bordeaux           | 3–2       | Athletic Club         | 3–2 | 0–0   |
| Dinamo București   | 5–3       | Omonia                | 4–1 | 1–2   |
| Levski-Spartak     | 3–31      | VfB Stuttgart         | 1–1 | 2–2   |
| Trabzonspor        | 1–3       | Dnipro Dnipropetrovsk | 1–0 | 0–3   |
| Aberdeen           | 3–32      | Dinamo Berlin         | 2–1 | 1–2   |
| FK Austria Viena   | 8–0       | Valletta              | 4–0 | 4–0   |
| Lech Poznań        | 0–5       | Liverpool             | 0–1 | 0–4   |
| Steaua Roșie       | 3–4       | Benfica               | 3–2 | 0–2   |
| Avenir Beggen      | 0–17      | IFK Göteborg          | 0–8 | 0–9   |
| ÍA                 | 2–7       | Beveren               | 2–2 | 0–5   |
| Feyenoord          | 1–2       | Panathinaikos         | 0–0 | 1–2   |
| Linfield           | 1–13      | Shamrock Rovers       | 0–0 | 1–1   |

1 Levski-Spartak s-a calificat în a doua rundă datorită golului marcat în deplasare.
2 Dinamo Berlin s-a calificat în a doua rundă după ce a câștigat la loviturile de departajare.
3 Linfield s-a calificat în a doua rundă datorită golului marcat în deplasare.

### Prima manșă
| Ilves | 0–4     | Juventus                              |
| ----- | ------- | ------------------------------------- |
|       | Detalii | Rossi 12', 21', 89' Platini 37' (pen) |

| Grasshopper Zürich       | 3–1     | Budapesta Honvéd |
| ------------------------ | ------- | ---------------- |
| Jara 30' Müller 71', 79' | Detalii | Dajka 29'        |

| Vålerenga IF                    | 3–3     | AC Sparta Praga                       |
| ------------------------------- | ------- | ------------------------------------- |
| Jacobsen 30', 88' Bergsvand 80' | Detalii | Procházka 16', 48' Chovanec 33' (pen) |

| Labinoti Elbasan | 0–3     | Lyngby                                    |
| ---------------- | ------- | ----------------------------------------- |
|                  | Detalii | Wilmar 52' Christensen 62' Spangsborg 80' |

| Bordeaux                             | 3–2     | Athletic Club               |
| ------------------------------------ | ------- | --------------------------- |
| Müller 30' Battiston 58' Lacombe 79' | Detalii | Guarrochena 32' Salinas 70' |

| Dinamo București                   | 4–1     | Omonia       |
| ---------------------------------- | ------- | ------------ |
| Orac 25', 35' Tulba 28' Țălnar 33' | Detalii | Savvidis 17' |

| Levski-Spartak | 1–1     | VfB Stuttgart |
| -------------- | ------- | ------------- |
| Kurdov 64'     | Detalii | Reichert 63'  |

| Trabzonspor | 1–0     | Dnipro Dnipropetrovsk |
| ----------- | ------- | --------------------- |
| Çelik 7'    | Detalii |                       |

| Aberdeen      | 2–1     | Dinamo Berlin |
| ------------- | ------- | ------------- |
| Black 33' 68' | Detalii | Schulz 83'    |

| FK Austria Viena                          | 4–0     | Valletta |
| ----------------------------------------- | ------- | -------- |
| Prohaska 18' Polster 27' Drabits 44', 64' | Detalii |          |

| Lech Poznań | 0–1     | Liverpool |
| ----------- | ------- | --------- |
|             | Detalii | Wark 62'  |

| Steaua Roșie                       | 3–2     | Benfica                          |
| ---------------------------------- | ------- | -------------------------------- |
| Janjanin 56' (pen), 75' (pen), 78' | Detalii | Elsner 27' (o.g.) Diamantino 42' |

| Avenir Beggen | 0–8     | IFK Göteborg                                                                    |
| ------------- | ------- | ------------------------------------------------------------------------------- |
|               | Detalii | Carlsson 5', 63' Nilsson 20', 48', 76' Fredriksson 22', 72' (pen) Andersson 85' |

| ÍA                             | 2–2     | Beveren                    |
| ------------------------------ | ------- | -------------------------- |
| Thordarsson 73' Hakonarson 80' | Detalii | Albert 53' Christiaens 54' |

| Feyenoord | 0–0     | Panathinaikos |
| --------- | ------- | ------------- |
|           | Detalii |               |

| Linfield | 0–0     | Shamrock Rovers |
| -------- | ------- | --------------- |
|          | Detalii |                 |

### A doua manșă
| Juventus         | 2–1     | Ilves           |
| ---------------- | ------- | --------------- |
| Platini 58', 66' | Detalii | Kuuluvainen 18' |

Juventus a învins-o pe Ilves 6–1.
| Budapesta Honvéd          | 2–1     | Grasshopper Zürich |
| ------------------------- | ------- | ------------------ |
| Dajka 44' Varga 52' (pen) | Detalii | Ponte 14'          |

Grasshopper a învins-o pe Budapesta Honvéd 4–3.
| AC Sparta Praga     | 2–0     | Vålerenga IF |
| ------------------- | ------- | ------------ |
| Denk 42' Straka 44' | Detalii |              |

AC Sparta Praga a învins-o pe Vålerenga 5–3.
| Lyngby                                      | 3–0     | Labinoti Elbasan |
| ------------------------------------------- | ------- | ---------------- |
| Christensen 59' Sørensen 61' Spangsborg 90' | Detalii |                  |

Lyngby a învins-o pe Labinoti Elbasan 6–0.
| Athletic Club | 0–0     | Bordeaux |
| ------------- | ------- | -------- |
|               | Detalii |          |

Bordeaux a învins-o pe Athletic Club 3–2.
| Omonia                   | 2–1     | Dinamo București |
| ------------------------ | ------- | ---------------- |
| Dzhevizov 54' Mavris 60' | Detalii | Movilă 84'       |

Dinamo București a învins-o pe Omonia 5–3.
| VfB Stuttgart     | 2–2     | Levski-Spartak         |
| ----------------- | ------- | ---------------------- |
| Allgöwer 14', 38' | Detalii | Iliev 29' Tzvetkov 60' |

Levski-Spartak a învins-o pe Stuttgart 3–3 datorită golului marcat în deplasare.
| Dnipro Dnipropetrovsk                      | 3–0     | Trabzonspor |
| ------------------------------------------ | ------- | ----------- |
| Lytovchenko 46', 67' Özçağlayan 89' (o.g.) | Detalii |             |

Dnipro Dnipropetrovsk a învins-o pe Trabzonspor 3–1.
| Dinamo Berlin      | 2–1 (d.p.) | Aberdeen  |
| ------------------ | ---------- | --------- |
| Thom 50' Ernst 84' | Detalii    | Angus 68' |
|                    | 5–4        |           |

Dinamo Berlin a învins-o pe Aberdeen on penalty shoot-out.
| Valletta | 0–4     | FK Austria Viena                           |
| -------- | ------- | ------------------------------------------ |
|          | Detalii | Degeorgi 8' Steinkogler 51' Ogris 65', 66' |

Austria Viena a învins-o pe Valletta 8–0.
| Liverpool                    | 4–0     | Lech Poznań |
| ---------------------------- | ------- | ----------- |
| Wark 13', 19', 86' Walsh 33' | Detalii |             |

Liverpool a învins-o pe Lech Poznań 5–0.
| Benfica                | 2–0     | Steaua Roșie |
| ---------------------- | ------- | ------------ |
| Carlos Manuel 74', 80' | Detalii |              |

Benfica a învins-o pe Steaua Roșie 4–3.
| IFK Göteborg                                                                                          | 9–0     | Avenir Beggen |
| --- | ------- | ------------- |
| Pettersson 25', 29' Nilsson 28', 37' Tommy Holmgren 51' Fredriksson 64' Gardner 70', 81' Carlsson 74' | Detalii |               |

Göteborg a învins-o pe Avenir Beggen 17–0.
| Beveren                                                          | 5–0     | ÍA |
| ---------------------------------------------------------------- | ------- | -- |
| Albert 25' Schönberger 33' Theunis 48' Christiaens 72' Gorez 87' | Detalii |    |

Beveren a învins-o pe ÍA 7–2.
| Panathinaikos          | 2–1     | Feyenoord |
| ---------------------- | ------- | --------- |
| Mavridis 41' Rocha 43' | Detalii | Rep 69'   |

Panathinaikos a învins-o pe Feyenoord 2–1.
| Shamrock Rovers | 1–1     | Linfield    |
| --------------- | ------- | ----------- |
| Eccles 56'      | Detalii | Jeffrey 14' |

Linfield a învins-o pe Shamrock Rovers 1–1 datorită golului marcat în deplasare.

## A doua rundă
| Echipa 1        | Scor gen. | Echipa 2              | Tur | Retur |
| --------------- | --------- | --------------------- | --- | ----- |
| Juventus        | 6–2       | Grasshopper Zürich    | 2–0 | 4–2   |
| AC Sparta Praga | 2–1       | Lyngby                | 0–0 | 2–1   |
| Bordeaux        | 2–1       | Dinamo București      | 1–0 | 1–1   |
| Levski-Spartak  | 3–31      | Dnipro Dnipropetrovsk | 3–1 | 0–2   |
| Dinamo Berlin   | 4–5       | FK Austria Viena      | 3–3 | 1–2   |
| Liverpool       | 3–2       | Benfica               | 3–1 | 0–1   |
| IFK Göteborg    | 2–22      | Beveren               | 1–0 | 1–2   |
| Panathinaikos   | 5–4       | Linfield              | 2–1 | 3–3   |

1 Dnipro Dnipropetrovsk s-a calificat în Sferturi datorită golului marcat în deplasare.
2 Göteborg s-a calificat în Sferturi datorită golului marcat în deplasare.

### Prima manșă
| Juventus              | 2–0     | Grasshopper Zürich |
| --------------------- | ------- | ------------------ |
| Vignola 26' Rossi 27' | Detalii |                    |

| AC Sparta Praga | 0–0     | Lyngby |
| --------------- | ------- | ------ |
|                 | Detalii |        |

| Bordeaux   | 1–0     | Dinamo București |
| ---------- | ------- | ---------------- |
| Müller 34' | Detalii |                  |

| Levski-Spartak                    | 3–1     | Dnipro Dnipropetrovsk |
| --------------------------------- | ------- | --------------------- |
| Velev 31' Valchev 45' Sirakov 66' | Detalii | Lytovchenko 23'       |

| Dinamo Berlin           | 3–3     | FK Austria Viena                        |
| ----------------------- | ------- | --------------------------------------- |
| Thom 7', 52' Pastor 88' | Detalii | Steinkogler 36' Polster 42' Nyilasi 60' |

| Liverpool          | 3–1     | Benfica        |
| ------------------ | ------- | -------------- |
| Rush 44', 71', 77' | Detalii | Diamantino 51' |

| IFK Göteborg | 1–0     | Beveren |
| ------------ | ------- | ------- |
| Nilsson 49'  | Detalii |         |

| Panathinaikos                      | 2–1     | Linfield   |
| ---------------------------------- | ------- | ---------- |
| Haralambidis 43' (pen) Tarasis 87' | Detalii | Totten 20' |

### A doua manșă
| Grasshopper Zürich         | 2–4     | Juventus                                        |
| -------------------------- | ------- | ----------------------------------------------- |
| Koller 30' Schällibaum 71' | Detalii | Briaschi 21' Vignola 40' Platini 56', 86' (pen) |

Juventus a învins-o pe Grasshopper 6–2.
| Lyngby     | 1–2     | AC Sparta Praga         |
| ---------- | ------- | ----------------------- |
| Wilmar 26' | Detalii | Procházka 81' Griga 88' |

AC Sparta Praga a învins-o pe Lyngby 2–1.
| Dinamo București | 1 – 1 (a.e.t.) | Bordeaux     |
| ---------------- | -------------- | ------------ |
| Dragnea 9'       | Detalii        | Lacombe 113' |

Bordeaux a învins-o pe Dinamo București 2–1.
| Dnipro Dnipropetrovsk          | 2–0     | Levski-Spartak |
| ------------------------------ | ------- | -------------- |
| Taran 11' Viktor Kuznetsov 24' | Detalii |                |

Dnipro Dnipropetrovsk a învins-o pe Levski-Spartak 3–3 datorită golului marcat în deplasare.
| FK Austria Viena              | 2–1     | Dinamo Berlin |
| ----------------------------- | ------- | ------------- |
| Prohaska 6' (pen) Nyilasi 65' | Detalii | Trieloff 46'  |

Austria Viena a învins-o pe Dinamo Berlin 5–4.
| Benfica        | 1–0     | Liverpool |
| -------------- | ------- | --------- |
| Manne 5' (pen) | Detalii |           |

Liverpool a învins-o pe Benfica 3–2.
| Beveren                    | 2 – 1 (a.e.t.) | IFK Göteborg    |
| -------------------------- | -------------- | --------------- |
| Creve 76' Gorez 101' (pen) | Detalii        | Pettersson 100' |

Göteborg a învins-o pe Beveren 2–2 datorită golului marcat în deplasare.
| Linfield                            | 3–3     | Panathinaikos                        |
| ----------------------------------- | ------- | ------------------------------------ |
| McGaughey 6', 28' (pen) Maxwell 10' | Detalii | Saravakos 29' Rocha 33' Antoniou 63' |

Panathinaikos a învins-o pe Linfield 5–4.

## Sferturi
| Echipa 1         | Scor gen. | Echipa 2              | Tur | Retur |
| ---------------- | --------- | --------------------- | --- | ----- |
| Juventus         | 3–1       | AC Sparta Praga       | 3–0 | 0–1   |
| Bordeaux         | 2–21      | Dnipro Dnipropetrovsk | 1–1 | 1–1   |
| FK Austria Viena | 2–5       | Liverpool             | 1–1 | 1–4   |
| IFK Göteborg     | 2–3       | Panathinaikos         | 0–1 | 2–2   |

1 Bordeaux s-a calificat în SemiFinalae after winning a penalty shoot-out.

### Prima manșă
| Juventus                            | 3–0     | AC Sparta Praga |
| ----------------------------------- | ------- | --------------- |
| Tardelli 35' Rossi 64' Briaschi 82' | Detalii |                 |

| Bordeaux    | 1–1     | Dnipro Dnipropetrovsk |
| ----------- | ------- | --------------------- |
| Lacombe 10' | Detalii | Lyutyi 43'            |

| FK Austria Viena | 1–1     | Liverpool |
| ---------------- | ------- | --------- |
| Polster 23'      | Detalii | Nicol 86' |

| IFK Göteborg | 0–1     | Panathinaikos       |
| ------------ | ------- | ------------------- |
|              | Detalii | Saravakos 50' (pen) |

### A doua manșă
| AC Sparta Praga  | 1–0     | Juventus |
| ---------------- | ------- | -------- |
| Berger 77' (pen) | Detalii |          |

Juventus a învins-o pe AC Sparta Praga 3–1.
| Dnipro Dnipropetrovsk | 1–1 (d.p.) | Bordeaux    |
| --------------------- | ---------- | ----------- |
| Lysenko 12'           | Detalii    | Tusseau 75' |
|                       | 3–5        |             |

Bordeaux a învins-o pe Dnipro Dnipropetrovsk on penalty shoot-out.
| Liverpool                                     | 4–1     | FK Austria Viena |
| --------------------------------------------- | ------- | ---------------- |
| Walsh 16', 56' Nicol 32' Obermayer 46' (o.g.) | Detalii | Prohaska 64'     |

Liverpool a învins-o pe Austria Viena 5–2.
| Panathinaikos                      | 2–2     | IFK Göteborg                  |
| ---------------------------------- | ------- | ----------------------------- |
| Dimopoulos 44' Saravakos 78' (pen) | Detalii | Nilsson 10' Tord Holmgren 53' |

Panathinaikos a învins-o pe Göteborg 3–2.

## Semifinale
| Echipa 1  | Scor gen. | Echipa 2      | Tur | Retur |
| --------- | --------- | ------------- | --- | ----- |
| Juventus  | 3–2       | Bordeaux      | 3–0 | 0–2   |
| Liverpool | 5–0       | Panathinaikos | 4–0 | 1–0   |

### Prima manșă
| Juventus                            | 3–0     | Bordeaux |
| ----------------------------------- | ------- | -------- |
| Boniek 28' Briaschi 68' Platini 71' | Detalii |          |

| Liverpool                         | 4–0     | Panathinaikos |
| --------------------------------- | ------- | ------------- |
| Wark 35' Rush 48', 50' Beglin 85' | Detalii |               |

### A doua manșă
| Bordeaux                 | 2–0     | Juventus |
| ------------------------ | ------- | -------- |
| Müller 24' Battiston 80' | Detalii |          |

Juventus a învins-o pe Bordeaux 3–2.
| Panathinaikos | 0–1     | Liverpool     |
| ------------- | ------- | ------------- |
|               | Detalii | Lawrenson 60' |

Liverpool a învins-o pe Panathinaikos 5–0.

## Finala
| Juventus           | 1–0                 | Liverpool |
| ------------------ | ------------------- | --------- |
| Platini 56' (pen.) | Detalii MatchCentre |           |

## Golgheteri
Golgheterii sezonului de Cupa Campionilor Europeni 1985–86 sunt:
| Loc | Nume                 | Echipă                | Goluri |
| --- | -------------------- | --------------------- | ------ |
| 1   | Torbjörn Nilsson     | IFK Göteborg          | 7      |
| 1   | Michel Platini       | Juventus              | 7      |
| 3   | Paolo Rossi          | Juventus              | 5      |
| 3   | Ian Rush             | Liverpool             | 5      |
| 3   | John Wark            | Liverpool             | 5      |
| 6   | Massimo Briaschi     | Juventus              | 3      |
| 6   | Jerry Carlsson       | IFK Göteborg          | 3      |
| 6   | Stig Fredriksson     | IFK Göteborg          | 3      |
| 6   | Rajko Janjanin       | Steaua Roșie Belgrad  | 3      |
| 6   | Bernard Lacombe      | Bordeaux              | 3      |
| 6   | Hennadiy Lytovchenko | Dnipro Dnipropetrovsk | 3      |
| 6   | Dieter Müller        | Bordeaux              | 3      |
| 6   | Stefan Pettersson    | IFK Göteborg          | 3      |
| 6   | Toni Polster         | Austria Viena         | 3      |
| 6   | Herbert Prohaska     | Austria Viena         | 3      |
| 6   | Dimitris Saravakos   | Panathinaikos         | 3      |
| 6   | Andreas Thom         | Dinamo Berlin         | 3      |
| 6   | Paul Walsh           | Liverpool             | 3      |